# Djembé

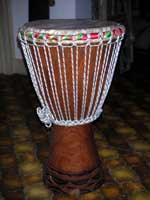
Djembé

Een djembé (uitspraak: /ˈdjɛmbe/) (ook: djembeh, djembee, dzjembee of yembe) is een vaastrommel die voornamelijk afkomstig is uit West-Afrika: Mali, Guinee, Senegal, Ivoorkust et cetera. 

## Achtergrond
Omdat djembés een geluid kunnen produceren dat kilometers verderop nog te horen is, werd deze trommel traditioneel gebruikt om snel met andere dorpen te kunnen communiceren.
De traditionele djembé wordt met de hand gemaakt. Een boomstam wordt uitgehold en bespannen met een geitenvel. Dit vel wordt via een touwbespanning op de djembé bevestigd.
Een boomsoort waarvan traditioneel djembés gemaakt worden is de lenke (Afzelia africana).
Tegenwoordig worden djembés ook fabrieksmatig geproduceerd. Grofweg bieden slagwerkmerken drie soorten djembés aan:
- Fabrieksmatig geproduceerde 'traditionele' djembés; houten trommels met een touwbespanning.
- Westerse houten djembés; klinkt warmer en voller dan een fiberglas djembé.
- Westerse fiberglas djembés; klinkt wat feller en luider dan een houten djembé.

Fabrieksmatig geproduceerde westerse djembés zijn dus gemaakt van hout óf van fiberglas. Deze djembés hebben meestal ook een natuurvel (geitenvel of buffalovel). Ze zijn echter via spanhaken (spanbouten) op de djembé bevestigd. Dit maakt het heel gemakkelijk om het vel te stemmen of te verwisselen. De bovenste foto toont een traditionele djembé (met touwbespanning) én een westerse houten djembé (met spanhaakbespanning).
De djembé kan zittend en staand worden bespeeld. Als de speler zit, dan houdt hij/zij de djembé tussen de benen; de onderkant staat op de grond. De djembé wordt dan iets naar voren gekanteld en met de knieën vastgehouden. Hierdoor is de onderkant van de trommel open waardoor het geluid kan vrijkomen. Wordt de djembé staand bespeeld, dan hangt de djembé aan een koord die over de schouder van de speler rust. Soms wordt de djembé ook bespeeld terwijl deze op een speciale standaard is bevestigd.
De speler kan verschillende klankkleuren bereiken door beide handen te gebruiken en zowel met de vingers als met de vlakke hand te spelen.
Sommigen zien de ashiko als de 'mannelijke' variant van de 'vrouwelijke' djembé.

## Klanken
De drie basisklanken zijn:
- bas (Engels: bass, Frans: basse)

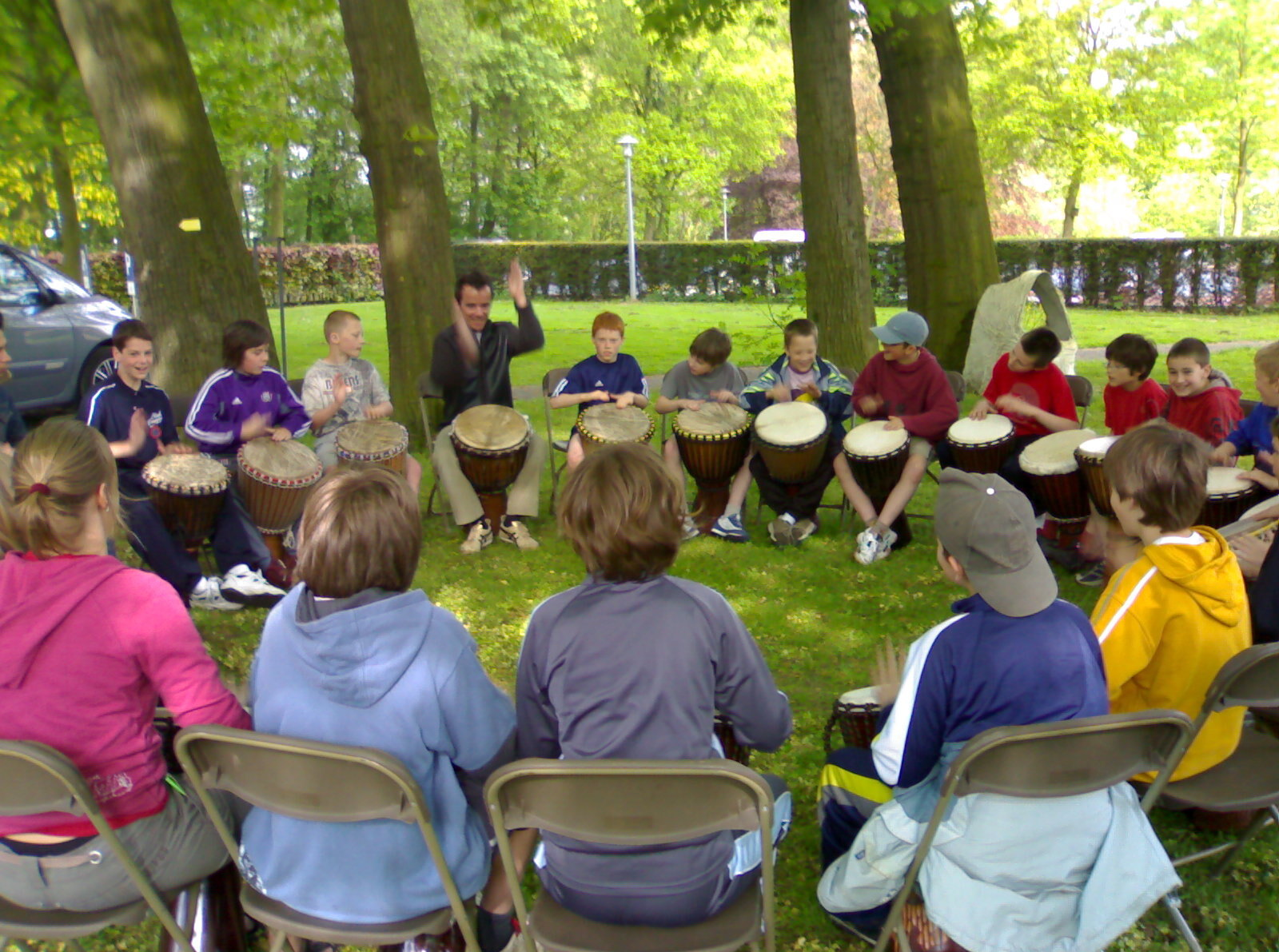
Djembéspelers

- toon of tenor (Engels: open, Frans: son of tonique)
- slap (Engels: slap, Frans: claqué)

Internationaal wordt de volgende fonetiek vaak gebruikt bij het "zingen" van de ritmes:
- De "oe" klank (geschreven "u"), voor de toon, bijvoorbeeld "tu" of "pu".
- De lange "a" klank, voor de slap, bijvoorbeeld ta, of pa.

Andere "stemklank"-keuzes komen in dit verband ook voor.

### Bas
De basklank wordt bereikt door met de vlakke hand in het midden van de djembé te slaan. Spelen met de vingers tegen elkaar zorgt voor een warme bas. Met de vingers van elkaar geeft wat minder articulatie; het geluid wordt dan wat 'waziger' van karakter.
Als het vel snel in het midden en met voornamelijk de vingertoppen wordt geslagen, bereikt de djembéspeler een felle 'attack' qua bastoon. De vingers worden hierbij tegen elkaar gehouden. Je mag deze klank overigens vergelijken met een 'slap' (zie hieronder).
Met andere woorden:
- Het met de vlakke hand in het midden van het vel slaan, zorgt voor een warme en volle basklank.
- Het met voornamelijk de vingertoppen snel in het midden van het vel slaan, zorgt voor een felle basklank.

Verder is het mogelijk om de klank te dempen. Dat wil zeggen dat één hand vlak op het vel rust terwijl de andere hand op het vel slaat. Hierdoor wordt de resonantie van het vel gestopt waardoor een 'vlak' (gedempt) geluid wordt verkregen.
Door te variëren met de basklanken (vlakke hand met de vingers tegen elkaar, vlakke hand met de vingers van elkaar, voornamelijk met de vingertoppen spelen en het al dan niet dempen), heeft de djembéspeler per definitie zes basklanken tot zijn/haar beschikking.
De bas is dus een slag gegeven in het midden van het speelveld. Het meest succesvol bespelen van de djembé hangt voor het algemeen af van de stand van de handen en vingers, de slag die daarmee geslagen wordt en de timing waarin de handen het vel verlaten na de slag op het speelveld. De volle hand wordt hiervoor gebruikt en brengt een lage bastoon ten gehore.

### Toon
De toonklank wordt geproduceerd door op de rand van de djembé te slaan. De vingers worden standaard tegen elkaar aan gehouden; de spieren zijn dan lichtjes aangespannen (waak voor krampachtigheid). De duimen moeten altijd voldoende naar boven (achteren) staan, zodat ze niet in aanraking komen met de trommel. Anders kan dit weleens voor zeer pijnlijke ervaringen zorgen...
De toonklank kan ook met de vingers gespreid worden gespeeld. Hierdoor wordt de toonklank iets 'wateriger' van karakter; wat 'waziger'.
De toonklank is, net als de basklank, variabel. Dat betekent het volgende:
- Als de djembé op de rand met alle vingerkootjes wordt geslagen, dan is de toonklank vol en warm van karakter.
- Als de djembé op de rand met twee vingerkootjes (per vinger) wordt geslagen, dan is de toonklank scherper, hoger en minder diep van karakter.
- Als de djembé op de rand met slechts één vingerkootje (per vinger) wordt geslagen, dan is de toonklank hoog, fel en iel van karakter.

Verder is het mogelijk om de klank te dempen. Dat wil zeggen dat één hand vlak op het vel rust terwijl de andere hand op het vel slaat. Hierdoor wordt de resonantie van het vel gestopt waardoor een 'vlak' (gedempt) geluid wordt verkregen.
Door te variëren met de toonklanken (vingers tegen of van elkaar, wat meer of minder naar het midden, gedempt enzovoort), heeft de djembéspeler per definitie twaalf toonklanken tot zijn/haar beschikking.
De toonklank wordt door spelers vaak als moeilijkst ervaren, omdat (zeker als het tempo omhoog gaat), de toonklank vaak naar de 'slap' gaat neigen (zie hieronder).

### Slap
Er zijn voor de 'slap'-klank verschillende beschrijvingen mogelijk als het gaat om de handtechniek.
Zo speelt de ene speler een 'slap' meer naar het midden van het vel dan de andere. Hierover bestaat geen universele waarheid, ook niet onder gerenommeerde West-Afrikaanse spelers.
Toch is er wel een soort van 'universele beschrijving' van de handtechniek te geven:
- De vingers worden licht tegen elkaar gehouden.
- De handpalm is wat gebogen en vormt een holletje.
- De hand wordt iets naar binnen gedraaid.
- De duim wordt 'omhoog' gehouden zodat die bij het slaan het vel niet raakt.
- Er wordt op de rand van het vel geslagen.
- De vingertoppen raken het vel steviger dan het overige deel van de vingers (hand).

Het is ook mogelijk een 'gedempte slap' te spelen, hierbij blijft één hand op het vel rusten, waarbij de andere hand een 'slap' speelt. Op die manier wordt een drogere 'slap' gerealiseerd. Deze is, mits goed gespeeld, nog steeds fel en kort; karakteristiek voor een 'slap'.
Door te variëren met de slapklank (iets verder naar het midden of meer op de rand van het vel, holletje van de palm kleiner of groter, gedempt of niet), heeft de djembéspeler per definitie zes slapklanken tot zijn/haar beschikking.
Een slap (uitgesproken als `slep`) is daarmee een handslag op de drum dat in een hoge, scherpe toon maakt. Het geluid van een geweerschot, zegt men weleens. De vingers spreiden zich geopend van elkaar en de vingertoppen raken het vel maar heel even.

### Samenvattend
De djembé geeft de speler veel variatie qua klankmogelijkheden. Hierbij vormen de basklank en de toonklank de basis. De 'slap' en het gedempt spelen zorgen voor extra mogelijkheden om het geluid te beïnvloeden. Hierdoor heeft een geoefende djembéspeler per definitie 24 klankmogelijkheden tot zijn/haar beschikking om een ritme mee op te bouwen of een solo mee uit te voeren.

## Spel
Net als bij andere muziekstijlen, dient de speler het ritme goed aan te voelen en mag niets krampachtig klinken.
Uitgaande van een djembégroep, waarbij er meerdere djembés tegelijk worden bespeeld, worden er vaak ook andere slaginstrumenten gebruikt. Bij traditionele West-Afrikaanse djembéritmes zijn de doundouns (doundounba, sangban en kenkeni) een vast gegeven. Diabara's (sjékérés, kalebassen), bellen en zelfs handgeklap kunnen het geheel verder opfleuren tot een rijk polyritmisch geheel.
Meestal wordt er binnen een djembégroep uitgegaan van meerdere partijen. Traditionele ritmes bevatten verschillende partijen. De drie doundounpartijen vormen een geheel die structuur geeft aan het ritme, samen met één of meerdere begeleidingsritmes die op de djembé worden bespeeld. Daarbovenop komt de solopartij van de solist. Traditionele ritmes hebben een aantal solophrasen die in de loop van de geschiedenis zijn ontstaan en van generatie op generatie zijn overgeleverd. Ook die solophrasen bevatten vaak een steeds terugkerende basisritme en verschillende variaties. De solist voegt daarbij zijn eigen creativiteit door te improviseren. Een goede solist doet dit zonder de eigenheid van het traditionele ritme uit het oog te verliezen. Hij gaat als het ware communiceren met de doundouns, de begeleidingsritmes en de danseressen.
Meestal is het de solist die het begin en einde van een stuk bepaalt. Dit wordt meestal gedaan door een kort en afwijkend ritme te spelen; het 'appel'.
Er worden ook geregeld 'breaks' gespeeld; alle spelers spelen dan hetzelfde ritme (vaak slechts enkele maten lang). Daarna wordt weer teruggekeerd naar de oorspronkelijke partijen of begint er een nieuw stuk.
Een 'échauffement' (Frans voor "opwarming") is een stuk van enkele maten lang, meestal in een versnellend tempo gespeeld, dat door de solist wordt uitgevoerd. Meestal wordt dit korte stuk dwars door de andere ritmes heen gespeeld. Het échauffement kondigt vaak het einde van het ritme (of een onderdeel ervan) aan. Of de solist vindt het tempo gewoon te traag en wil het met de échauffement wat opdrijven.
Bij het spelen van de traditionele ritmes gaat het letterlijk om samenspel (als er iemand uit de maat speelt, klinkt het totaal niet). De meeste ritmes zijn zo 'gecomponeerd', dat de verschillende partijen als het ware om elkaar heen geweven zijn; wanneer de één een rust heeft, speelt de ander (bijvoorbeeld) een toon. Hierdoor ontstaat er een soort melodie. De uitwerking van deze melodie hangt mede af van hoe de djembés individueel klinken.

## Bekende djembéspelers
- Adama Dramé
- Mamady Keïta
- Famoudou Konaté
- Salifou Sylla
- Kofi Ayivor
- Sidiki Camara ("Fabla")
- Harouna Dembélé
- Babara Bangoura